# Lijst van oorlogsmonumenten in Doetinchem
De Nederlandse gemeente Doetinchem heeft 11 oorlogsmonumenten. Hieronder een overzicht.
| Nr.                             | Object                              | Herdachte groep                                                                                              | Ontwerper                                           | Onthulling   | Type         | Locatie                                   | Plaats     | Coördinaten                   | Foto                          |
| ------------------------------- | ----------------------------------- | --- | --------------------------------------------------- | ------------ | ------------ | ----------------------------------------- | ---------- | ----------------------------- | ----------------------------- |
| 68                              | Plaquette in het gemeentehuis       | militairen in dienst van het Ned. Kon. 1940-1945, burgerslachtoffers, vervolgden Nederland, verzet Nederland | N.V. Bosma & Florack                                |              | plaquette    | Raadhuisstraat 2, 7001 EW                 | Doetinchem | 51° 57' 50" NB, 6° 17' 31" OL | Plaquette in het gemeentehuis |
| 622                             | Verzetsmonument                     | verzet Nederland                                                                                             | A.W.N. Giesen (ontwerp), Harm Schinkel (uitvoering) |              | zuil         | Hoofdstraat, 7011 AA                      | Gaanderen  | 51° 55' 60" NB, 6° 20' 51" OL | Verzetsmonument               |
| 1319                            | Oorlogsmonument                     | burgerslachtoffers, vervolgden Nederland                                                                     |                                                     |              | gedenksteen  | Raadhuisplein 1, 7031 AW                  | Wehl       | 51° 57' 41" NB, 6° 12' 31" OL | Oorlogsmonument               |
| 2656                            | Monument in de Catharinakerk        | burgerslachtoffers                                                                                           |                                                     |              | glas-in-lood | Simonsplein 25, 7001 BM                   | Doetinchem | 51° 57' 56" NB, 6° 17' 19" OL | Monument in de Catharinakerk  |
| 2986                            | Joods monument                      | burgerslachtoffers, vervolgden Nederland                                                                     | Wigger Bierma (1958)                                | 6 juni 2007  | plein        | Boliestraat                               | Doetinchem | 51° 57' 53" NB, 6° 17' 18" OL | Joods monument                |
| 3090                            | Vrijheidsmonument Doetinchem        | geallieerde militairen, algemeen                                                                             | Marius van Beek (1921-2003)                         | 5 mei 1995   | overig       | Mark Tennantplantsoen                     | Doetinchem | 51° 57' 53" NB, 6° 17' 32" OL | Vrijheidsmonument Doetinchem  |
| 3215                            | Monument op de Joodse begraafplaats | vervolgden Nederland                                                                                         |                                                     |              | plaquette    | IJkenbergerweg, 7009 GT                   | Doetinchem | 51° 58' 22" NB, 6° 17' 42" OL |                               |
| Dit oorlogsmonument op Wikidata | Tank in het Canadapark              | |                                                     | Oktober 1945 | tank         | Canadaparklaan                            | Doetinchem | 51° 57' 25" NB, 6° 16' 45" OL | Tank in het Canadapark        |
| Dit oorlogsmonument op Wikidata | Aspergemonument Slangenburg         | Nederlandse militairen                                                                                       | ERS architekten bna                                 | 1999         | overig       | Varsseveldseweg                           | Doetinchem | 51° 57' 17" NB, 6° 22' 32" OL | Aspergemonument Slangenburg   |
| Dit oorlogsmonument op Wikidata | Stolpersteine                       | vervolgden Nederland                                                                                         | Gunter Demnig                                       |              | reliëf       | Zie Lijst van Stolpersteine in Doetinchem | Wehl       |                               | Meer afbeeldingen             |

Aalten ·
Apeldoorn ·
Arnhem ·
Barneveld ·
Berg en Dal ·
Berkelland ·
Beuningen ·
Bronckhorst ·
Brummen ·
Buren ·
Culemborg ·
Doesburg ·
Doetinchem ·
Druten ·
Duiven ·
Ede ·
Elburg ·
Epe ·
Ermelo ·
Harderwijk ·
Hattem ·
Heerde ·
Heumen ·
Lingewaard ·
Lochem ·
Maasdriel ·
Montferland ·
Neder-Betuwe ·
Nijkerk ·
Nijmegen ·
Nunspeet ·
Oldebroek ·
Oost Gelre ·
Oude IJsselstreek ·
Overbetuwe ·
Putten ·
Renkum ·
Rheden ·
Rozendaal ·
Scherpenzeel ·
Tiel ·
Voorst ·
Wageningen ·
West Betuwe ·
West Maas en Waal ·
Westervoort ·
Wijchen ·
Winterswijk ·
Zaltbommel ·
Zevenaar ·
Zutphen